# Maynard, Iowa
Maynard là một thành phố thuộc quận Fayette, tiểu bang Iowa, Hoa Kỳ. Năm 2010, dân số của thành phố này là 518 người.

## Dân số
Dân số qua các năm:
- Năm 2000: 500 người.
- Năm 2010: 518 người.